# L'Amour, Madame
Cet article concerne le film par Gilles Grangier. Pour l'album de Claude Barzotti, voir L'Amour, Madame (album).
Pour plus de détails, voir Fiche technique et Distribution.
L'Amour, Madame est un film français réalisé par Gilles Grangier, sorti en 1952.

## Synopsis
Le hasard met en présence lors d'un voyage ferroviaire vers le midi François, jeune professeur qui rejoint sa famille en vacances, et la vedette Arletty, en route pour la Biennale cinématographique de Venise. Le jeune homme épris de littérature a l'occasion de prêter un livre de  Jacques Prévert à la star. Arrivé à destination, François retrouve son petit frère et sa mère, une femme très fantaisiste, ainsi que celle qu'il aime, Diane, une jeune fille snob escortée de son frère mondain, Alain, et de sa charmante jeune sœur, Michèle. 
Apprenant qu'il a passé une nuit en wagon avec Arletty, la mère de François fait courir le bruit pour le valoriser aux yeux de Diane et des siens qu'il est l'amant de l'actrice : admiration, jalousie, incrédulité naissent de cette rumeur, jusqu'au moment où Arletty en personne arrive à l'hôtel où tout le monde séjourne.

## Fiche technique
- Réalisateur : Gilles Grangier
- Scénariste : Félix Gandéra (pièce), Françoise Giroud
- Dialogues : Françoise Giroud
- Photographie : Jean Isnard
- Ingénieur du son : Paul Boistelle
- Musique : Georges Van Parys
- Décorateur : Robert Clavel
- Costumes : Blanche Van Parys
- Montage : Madeleine Gug
- Pays de production : France
- Sociétés de production : Les Films Raoul Ploquin - Sirius Films (Paris)
- Directeur de production : Raoul Ploquin
- Distribution : Sirius Films (Paris)
- Genre :  Comédie
- Durée : 90 minutes
- Date de sortie : 
  - France : 23 janvier 1952
- Affiche : Constantin Belinsky (France)

## Distribution
- Arletty : Elle-même
- François Périer : François Célerier
- Marie Daëms : Diane Broussard
- Clément Thierry : Alain Broussard
- Nadine Basile : Michèle Broussard
- Marcelle Hainia : Mme Broussard
- Jacqueline Noëlle : l'actrice
- Michel Boulau : un jeune homme
- Daniel Cauchy : un jeune homme
- Constance Thierry : une jeune femme
- Carmen de Lara : une jeune femme
- Jeanne Fusier-Gir : Berthe
- Robert Burnier : M. Broussard
- Mireille Perrey : Mme Célerier
- Danièle Delorme : Elle-même
- Jean Marais : Lui-même
- Marcel Achard : Lui-même